# Paso de La Arena
Paso de La Arena is een plaats in het Argentijnse bestuurlijke gebied Paraná in de provincie Entre Ríos. De plaats telt 422 inwoners.